# Trixoscelis sabulicola
Trixoscelis sabulicola är en tvåvingeart som först beskrevs av Frey 1958.  Trixoscelis sabulicola ingår i släktet Trixoscelis och familjen myllflugor.
Artens utbredningsområde är Kanarieöarna. Inga underarter finns listade i Catalogue of Life.